# Dobârlău (gmina)
Dobârlău – gmina w Rumunii, w okręgu Covasna. Obejmuje miejscowości Dobârlău, Lunca Mărcușului, Mărcuș i Valea Dobârlăului. W 2011 roku liczyła 2135 mieszkańców.